# Félix González de León
Félix González de León  (Sevilla, 1790 - ibídem, 1854) fue un erudito, escritor, historiador y cronista que centró todo su trabajo en el ámbito local de la ciudad andaluza de Sevilla (España). 

## Biografía
Sobre su vida se tienen pocos datos, se sabe que fue funcionario de la Real Fábrica de Tabacos, amante de las tradiciones de la ciudad y hermano de la Hermandad del Silencio. Al final de su vida su mala situación económica le llevó a pedir socorro al Ayuntamiento de la ciudad, el cual le concedió una pensión.

## Obras principales
Entre sus obras principales se encuentran:
- Noticia histórica de los nombres de las calles de esta muy noble, muy leal y muy heroica ciudad de Sevilla. Sevilla: Imprenta de José Morales. 1839.
- Noticia artística, histórica y curiosa de todos los edificios públicos, sagrados y profanos de esta muy noble, muy leal, muy heroica e invicta ciudad de Sevilla y de muchas casas particulares; con todo lo que les sirve de adorno artístico, antigüedades, inscripciones y curiosidades que contienen. Sevilla: Imprenta de José Hidalgo y Compañía. 1844.
- Callejero general de Sevilla (1846).
- Historia crítica y descriptiva de las cofradías de penitencia, sangre y luz, fundadas en la ciudad de Sevilla. Sevilla. 1852.
- Diario de las ocurrencias públicas y particulares de Sevilla desde 1800 hasta 1853 (1853). Se trata de una colección de manuscritos de su propia mano y folletos que forman un conjunto de 27 volúmenes más el índice. Esta obra no fue nunca publicada. El original es propiedad del Ayuntamiento de Sevilla.